# 해병대 전투개발사령부

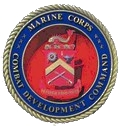

해병대 전투개발사령부(Marine Corps Combat Development Command (MCCDC))는 버지니아주 프린스 윌리엄 카운티 콴티코에 있는 미국 해병대의 야전전투부대에 대한 전투 능력, 교리, 조직, 훈련교육, 요구성, 지도력을 개발하는 사령부이다. 해병대 전투개발사령부, 사령관은 전투개발통합부사령관을 겸임한다.

## 편성

### 부서
- 훈련교육적성부
- 해병공지임무대 훈련교육표준부
- 해병공지임무대 간부훈련프로그램

### 기관
- 원정에너지청 (Expeditionary Energy Office)
- 해병대 전투연구소 (MCWL)
- 훈련교육사령부 (TECOM)
  - 교육사령부
    - 해병대 대학
    - 해병대 JROTC

  - 훈련사령부
    - 기초학교
    - 보병학교

  - 해병대 모집창 (MCRD)
    - MCRD 파리 아일랜드 동부모집지역
    - MCRD 샌디에이고 서부 모집지역

  - 공지임무대 훈련사령부/해병대 공지전투센터 - 캘리포니아주 투웬티나인팜스

## 계보
- 1920년, Marine Corps School
→해병대 학교
- 1968년 1월 1일, Marine Corps Development and Education Command (MCDEC)
→해병대 개발교육사령부
- 1987년 11월 10일, Marine Corps Combat Development Command (MCCDC)
→해병대 전투개발사령부